# Movimento internazionale per i diritti civili - Solidarietà

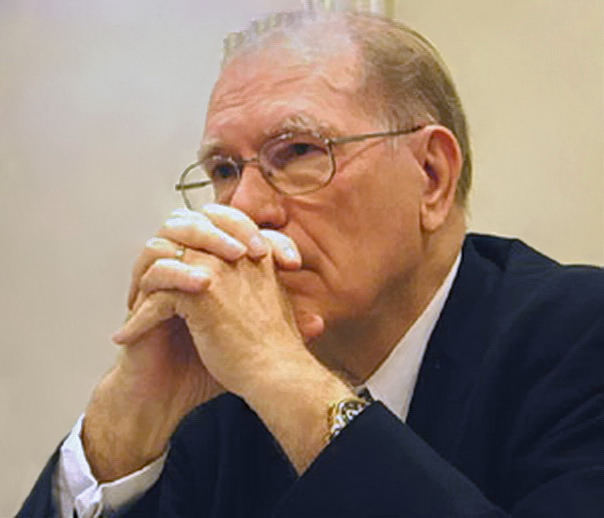
Lyndon LaRouche, presidente e fondatore del Movimento

Il Movimento internazionale per i diritti civili - Solidarietà (abbreviato in MoViSol), nome adottato in molti Paesi tra cui l'Italia, o Movimento LaRouche, è un movimento politico-culturale internazionale che promuove la figura di Lyndon LaRouche, fondatore del gruppo, politico ed economista statunitense, pacifista, ex-quacchero ed ex-trotskista, e le sue idee, che comprendono diverse teorie fuori dagli schemi convenzionali, operata secondo un personale sincretismo politico, che si occupa di difendere i diritti civili, la libertà di espressione, i diritti umani, la democrazia e di diffondere la cultura della solidarietà.
È un movimento anticapitalista, antiglobalizzazione e aderisce anche ad alcune teorie del complotto: ad esempio sostiene certe versioni della teoria cospirazionista sull'attentato al World Trade Center dell'11 settembre 2001, o che il riscaldamento globale e il pericolo di sovrappopolazione della Terra non siano reali (come la teoria sul buco dell'ozono) ma portati avanti per diffondere teorie di decrescita tecnologica o politiche neo-malthusiane di riduzione forzata della natalità (tramite guerre, politiche economiche neoliberiste, droghe), da parte di una sinarchia costituente il Nuovo Ordine Mondiale, la quale mira a controllare il mondo in maniera antidemocratica. Il movimento critica anche le associazioni ambientaliste che sostengono queste idee, e i loro legami con la famiglia reale britannica accusata di neo-imperialismo assieme all'Arabia Saudita; nota è l'opposizione del gruppo alla Conferenza di Parigi sui cambiamenti climatici in questo caso specifico sostenendo la posizione di Donald Trump e della Cina.
LaRouche è stato accusato anche di antisemitismo per le sue critiche alla lobby ebraica e a Israele e per l'aver citato i protocolli dei Savi di Sion, di omofobia per alcune affermazioni e iniziative sull'AIDS in relazione agli omosessuali, e alternativamente di comunismo e di fascismo (il gruppo ha spesso utilizzato d'altro canto l'aggettivo "fascista" per i suoi avversari), di aver avuto ondivaghi rapporti tra aree contrapposte, come il Ku Klux Klan da una parte e il movimento di Martin Luther King dall'altra.
Il movimento ha sostenuto diverse iniziative tra cui la colonizzazione di Marte, il ritorno al sistema economico di Bretton Woods (da non confondere con il gold standard), la promozione della musica classica contro il rock moderno, l'opposizione al sistema bancario-finanziario (in particolare rilanciando dopo la Crisi finanziaria del 2007-2008 a livello internazionale la campagna per la separazione bancaria (Glass-Steagall Act del 1933) e si è opposto all'obamacare, generalmente ritenuto a torto una forma di sistema sanitario pubblico, raffigurando l'allora Presidente Barack Obama con i Baffi a spazzolino di Hitler in un serie di manifesti. In Europa ha sempre contrastato l'adozione dell'euro.
Anche se il Movimento LaRouche è solitamente visto come un gruppo politico marginale (che si attira anche critiche di culto della personalità), il movimento proclama che Lyndon LaRouche è una figura di importanza internazionale in campo politico e culturale, e che il movimento è una risposta necessaria, per salvare il mondo da una imminente crisi globale. Uno dei suoi critici ha accusato LaRouche di aver creato un culto della personalità che rivaleggia con quello di Iosif Stalin, anche se moltissimi movimenti formalmente democratici a forte leadership possono in teoria essere accusati di promuovere un culto eccessivo del fondatore, e per questo molti sostengono che utilizzano i meccanismi psicologici delle psicosette. Il gruppo ha diramazioni in molte parti del mondo.
Legati al movimento sono, negli USA, il LaRouche Political Action Committee, l'Executive Intelligence Review, la Commissione nazionale dei comitati dei lavoratori e, all'estero, lo Schiller Institute.